# 埃米涅·賈帕羅娃
埃米涅·艾亞羅芙娜·賈帕羅娃（烏克蘭語：Еміне Айяровна Джапарова；1983年5月5日—）是一名克里米亞韃靼裔烏克蘭記者、編輯、電視節目主持人和政治人物。她於2020年被任命為烏克蘭外交部第一副部長。

## 職業生涯
2015年10月至2016年4月，賈帕羅娃被任命為烏克蘭信息政策部部長的克里米亞問題顧問。2016年4月20日起，她被任命為信息政策部副部長。2019年9月3日，她遞出了辭呈。
2020年5月18日起，賈帕羅娃在德米特羅·庫列巴手下擔任烏克蘭外交部第一副部長，並擔任烏克蘭聯合國教科文組織全國委員會主任。在這個職位上，她負責克里米亞平台的外交倡議，以恢復對俄羅斯佔領的克里米亞半島的控制。

## 外部連結
- 埃米涅·賈帕羅娃的Facebook專頁
- 埃米涅·賈帕羅娃的X（前Twitter）